# Song Zhezong

Emperador Zhezong.

Zhezong (4 de enero de 1076-23 de febrero de 1100) fue el séptimo emperador de la dinastía Song de China. Su nombre era Zhào Xù. Reinó entre 1085 y 1100. 
Zhezong fue hijo del emperador Shenzong. Ascendió al trono a la edad de 10 años bajo supervisión de la emperatriz viuda Gao. Bajo la regencia de la emperatriz Gao, se nombraron a varios conservadores como Sima Guang en el puesto de Canciller. Sima Guang inmediatamente interrumpió las mejoras socioeconómicas emprendidas por Wang Anshi. Zhezong no tuvo poder real hasta la muerte de la Emperatriz en 1093. En ese momento, Zhezong destituyó a Sima Guang y reinició las reformas de Wang Anshi.
Zhezong fue uno de los mejores emperadores de la Dinastía Song. Redujo impuestos, interrumpió toda negociación con el Imperio Tangut y continuó con el conflicto armado hasta lograr que Xixia adoptara posturas menos agresivas con el Imperio Song. En general, el reinado de Zhezong le dio a la Dinastía Song un impulso, sin embargo, no logró detener las disputas entre los miembros conservadores de su gobierno y la rama liberal, partidaria de las reformas de Wang Anshi. Esta disputa llevó en el siglo XII a la caída de los Song del norte.
Zhezong tuvo dos emperatrices: Meng y más tarde Liu (1078-1113?) quien accedió al palacio como dama y se convirtió en emperatriz a los 22 años. La pareja tuvo un varón que murió antes de cumplir el año y dos niñas.
Zhezong murió en 1100 en Kaifeng y fue sucedido por su hermano menor. Al morir solo tenía 24 años. Luego de la muerte del emperador Zhezong, la emperatriz Lui fue llamada emperatriz viuda Liu y se suicidó a los 35 años.